# Gerstenberger Ágost Emil
Gerstenberger Ágost Emil (Rochlitz, 1861. – Drezda, 1940. október 24.) magyar építész.

## Élete
Építőmesterként dolgozott, számos ház kivitelezését, olykor tervezését vezette. A „Képes Vasárnapi Lapok” című folyóirat 1912-ben már 200-nál több épületéről írt.
Munkásságáért királyi tanácsosi címet, később a német Sasrend lovagkeresztjét kapta meg.
A század elején historizáló stílusban tervezett épületeket. Rózsadombi, Aranka utcai családi villáján már a szecesszió is érezhető. Később art déco hatások is megmutatkoztak egyes művein. Ilyen például a Kazinczy utca 21. számú elektromos transzformátorház. Ebben az épületben ma az Elektrotechnikai Múzeum működik.
Több munkáját más építészekkel, például Kiss Lászlóval és Arvé Adolf Károllyal közösen tervezte.
1940-ben Drezdában hunyt el. A budapesti Farkasréti temető régi árkádsoránál temették el (Érdi út felőli falsírboltok, 65. szám).
Felesége Bierbaum Hedvig Paulina volt.

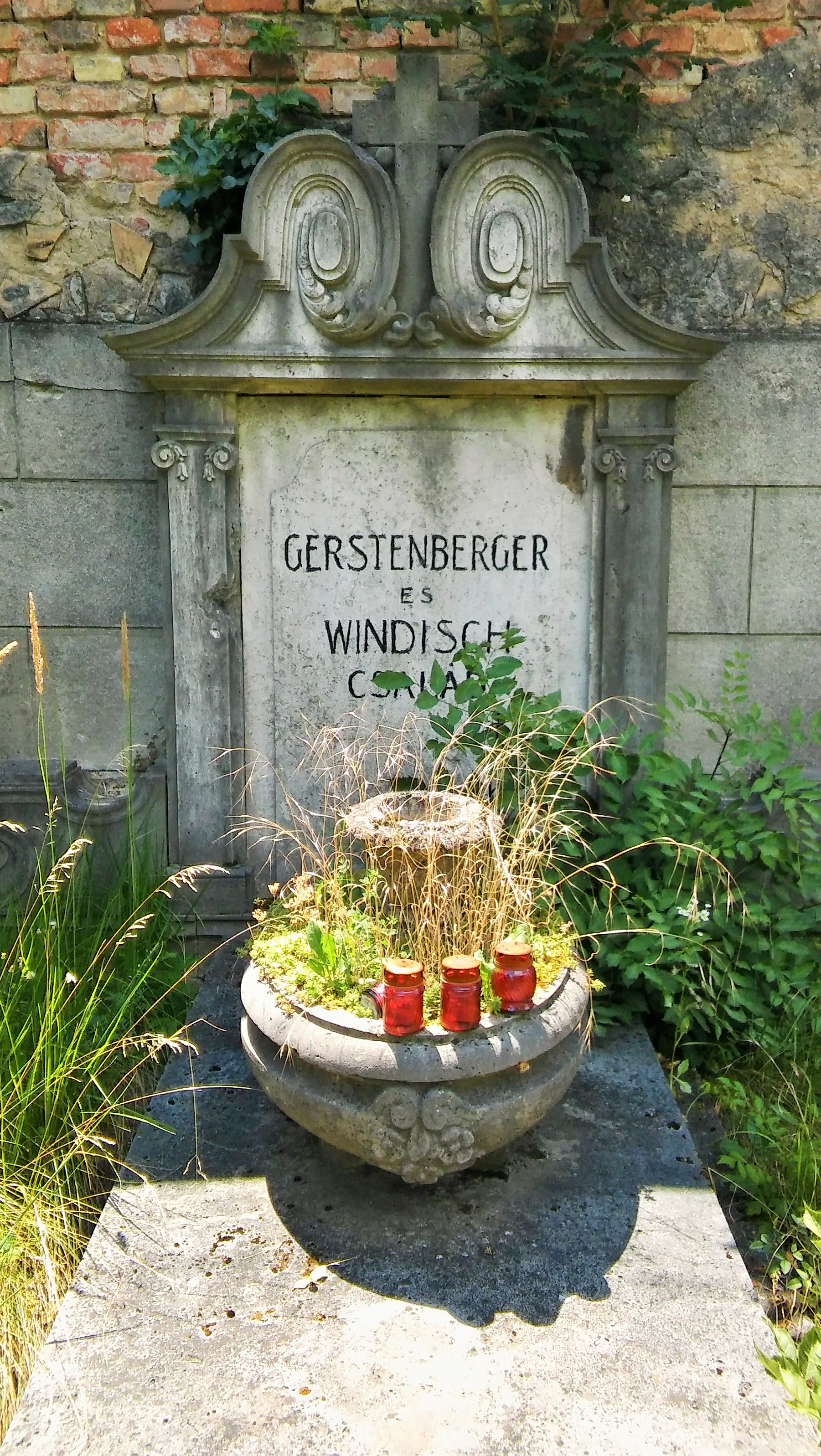
nyughelye

## Ismert épületei

### Önállóan tervezett épületek
- 1910[5] / 1910–1911:[8] Budapest, Gerstenberger-villa, Budapest, Aranka utca 10. / Tapolcsányi u. 2.[6][9][10]
- 1913 előtt: Gerstenberger-villa, Budapest, Thököly út 77.[10][11][12]
- 1940: Hajléktalanok menhelye, Budapest, Kerepesi út 29/a.[13]
- 1942: Akkumulátorgyár, Budapest, Váci út[14]

### Tervben maradt épületek
- 1911: Törvényszék és fogház, Beszterce (Kiss Lászlóval közösen)[15]
- 1912: utcai árus bódék, Budapest (Kiss Lászlóval közösen)[16]

Ő készítette Mészáros Jánossal a Lipótvárosi Kaszinó kőművesmunkáit is 1895 és 1897 között.

## Képtár

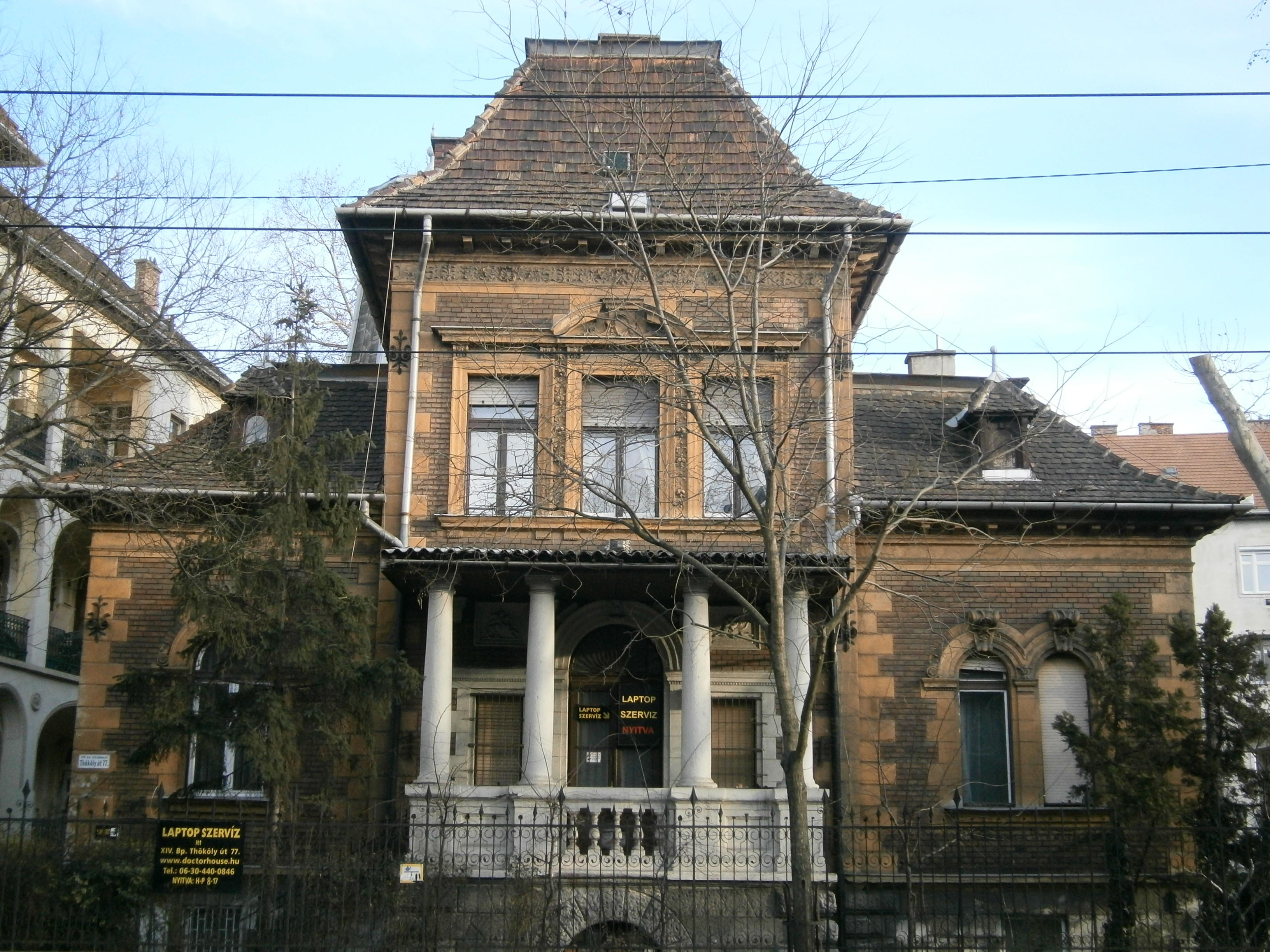
Thököly út 77.

## Egyéb irodalom
- Bolla Zoltán: Újlipótváros építészete 1861–1945. Budapest: Ariton Kft. 2019.  ISBN 9786150058528